# Michael McIndoe
Michael McIndoe (*Edimburgo, Escocia, 2 de diciembre de 1979) es un futbolista escocés. Juega de volante y su actual equipo es el Coventry City de la Football League Championship de Inglaterra.

## Clubes
| Club                    | País       | Año       |
| ----------------------- | ---------- | --------- |
| Luton Town              | Inglaterra | 1998-2000 |
| Hereford United         | Inglaterra | 2000-2001 |
| Yeovil Town             | Inglaterra | 2001-2003 |
| Doncaster Rovers        | Inglaterra | 2003-2006 |
| Derby County            | Inglaterra | 2006      |
| Barnsley FC             | Inglaterra | 2006      |
| Wolverhampton Wanderers | Inglaterra | 2006-2007 |
| Bristol City            | Inglaterra | 2007-2009 |
| Coventry City           | Inglaterra | 2009-2010 |
| Milton Keynes Dons      | Inglaterra | 2010-2011 |
| Coventry City           | Inglaterra | 2011-     |

## Palmarés

### Campeonatos nacionales
| Título              | Club             | País       | Año  |
| ------------------- | ---------------- | ---------- | ---- |
| Football Conference | Yeovil Town      | Inglaterra | 2002 |
| Football League Two | Doncaster Rovers | Inglaterra | 2004 |